# Jesse Weißenfels
Jesse Weißenfels (* 26. Mai 1992 in Wesel) ist ein ehemaliger deutscher Fußballspieler. Für Preußen Münster spielte er insgesamt dreizehn Mal in der Dritten Liga. In der Saison 2014/15 wurde er mit insgesamt 20 Treffern für die Sportfreunde Lotte Torschützenkönig der Fußball-Regionalliga West.

## Karriere
Weißenfels spielte zuerst in Wesel beim SV Ginderich und beim PSV Wesel-Lackhausen, bevor er als 14-Jähriger in die Jugend von Borussia Mönchengladbach kam. Er blieb sieben Jahre in Mönchengladbach und kam für die zweite Mannschaft zu fünf Einsätzen in der Regionalliga West. 2013 wechselte er zum SV Sonsbeck in die Oberliga Niederrhein. Durch seine Erfolge dort machte er unter anderem den FC Schalke 04 auf sich aufmerksam, der ihn für seine 2. Mannschaft verpflichtete. Über die Sportfreunde Lotte wechselte er 2015 zu Preußen Münster. Dort war er zunächst aber lange verletzt. Im Dezember 2016 wurde sein Vertrag mit dem Verein wieder aufgelöst. Im Januar 2017 unterschrieb er einen Vertrag beim Regionalligisten Stuttgarter Kickers. Im Sommer 2018 wechselte Weißenfels zum SV Waldhof Mannheim und stieg mit diesem im April 2019 in die 3. Liga auf. Verletzungsbedingt kam er dort in der Saison 2019/20 allerdings zu keinen Einsätzen. Nachdem sein Vertrag beim Waldhof in der Folge nicht verlängert worden war, gab am 28. August 2020 die SSVg Velbert die Verpflichtung von Weißenfels bekannt. Nach zwei Jahren verließ Weißenfels die Velberter wieder und schloss sich dem Regionalliga-Absteiger VfB Homberg an, der wie die SSVg. Velbert in der Spielzeit 2022/23 in der Oberliga Niederrhein antrat. In Homberg konnte er sich aber nicht als Stammspieler etablieren. In zehn Partien der Hinrunde erzielte er lediglich einen Treffer. In der Winterpause wurde er in die zweite Mannschaft, die in der Bezirksliga spielte, degradiert, für die er jedoch zu keinem Einsatz kam. Daraufhin beendete er seine Karriere.